# Leptotaulius gracilis
Leptotaulius gracilis är en nattsländeart som beskrevs av Schmid 1955. Leptotaulius gracilis ingår i släktet Leptotaulius och familjen husmasknattsländor. Inga underarter finns listade i Catalogue of Life.